# 自由州 (ドイツ)
ドイツにおける自由州または自由国 (ドイツ語:Freistaat) は、19世紀以降に成立した非君主制の自由国家の政体、すなわち共和国を意味する言葉である。ヴァイマル共和政においては、君主制から共和制に移行したドイツ諸邦のほぼすべてが「自由州」を称した。 現在のドイツ連邦共和国においても、バイエルン州 (1945年以降)、ザクセン州 (1990年以降) およびテューリンゲン州 (1993年以降) は正式名称を「自由州」としている。この他、フランス軍占領地域だったバーデン州 (1945年 - 1952年) も「自由州」を称していた。 

## 前史
中世にも名称に「自由」を含むものとして帝国自由都市や自由ハンザ都市があったが、これは、貢納や軍役などの免除特権や独自の管轄権を有すること (すなわち皇帝・君主の主権からの自由) を表すものであった。 
それより時代が下ると、Freistaat という言葉が「共和国」ないし「共和制」という意味で用いられるようになった。これは共和政ローマのラテン語名 libera res publica のドイツ語訳 freier Staat に由来 (単に Staat だけで res publica、すなわち共和国を表すこともある)し、18世紀にラテン語の res publica、フランス語の république に対応するドイツ語の固有語として導入されたものである。これは国家主権が国民から生ずる国家、特に君主制とは対照的に国家元首が直接であれ間接であれ国民によって選出される政体を指している。 
ロルフ・グレシュナーなどの法律家は、「自由州」と「共和制」は同義であると提唱し、自由で正当な憲法によって秩序づけられ、官僚制が整備された、共通利益を志向する政体であると定義づけた。スイスのオプヴァルデン準州は州憲法で自身を Freistaat の語を用いて「連邦憲法の主権とスイス連邦の構成州の枠組みに包含される民主的な自由州 („demokratischer Freistaat und im Rahmen der Bundesverfassung souveräner Stand und Bundesglied der Schweizerischen Eidgenossenschaft“)」と定義している。

## 1918年以降

### ヴァイマル共和政下
第一次世界大戦末の1918年11月7日から8日にかけて、独立社会民主党のクルト・アイスナーはバイエルン王国のミュンヘンで労兵レーテの大集会を組織し、王政廃止と共和制の導入を宣言して暫定首相に任命された。翌11月9日にベルリンでドイツ共和国宣言が発せられ、ドイツ帝国内の諸邦で君主制の廃止と共和制への移行が進んでいった。1919年8月11日に制定されたヴァイマル憲法では、第17条で「すべての領邦は自由州憲法を定めなければならない („Jedes Land muss eine freistaatliche Verfassung haben“) と規定され、共和制に移行した諸邦のほぼすべて、具体的にはプロイセン、ザクセン、ブラウンシュヴァイク、アンハルト、オルデンブルク、 メクレンブルク＝シュヴェリーン、メクレンブルク＝シュトレーリッツ、ヴァルデック＝ピルモント、リッペ、シャウムブルク＝リッペが自由州を称した。 
これ以外の州は、人民州 (Volksstaat、ヴュルテンベルクおよびヘッセン) や共和国 (Republik、バーデン共和国) を称した。テューリンゲン地方は小邦が乱立しており一部は自由州を称していたが、1920年にバイエルン自由州に合流したコーブルクを除く諸邦が合同してテューリンゲン州（Land Thüringen）となった。一方、1929年にヴァルデック自由州がプロイセン自由州に統合された他、1934年にはナチ党による強制的同一化によりメクレンブルク＝シュヴェリーンとメクレンブルク＝シュトレーリッツが統合されてメクレンブルク州（Land Mecklenburg）となった。

### 非公式の自由州
ラインガウ地方にあるロルヒ北西のライン川沿いの地域は連合国による占領地域の狭間にあり、他の地域から隔絶されていたため、自治を余儀なくされた。このため、1919年から1923年までの間、人口17,363人のこの地域は半独立状態となりボトルネック自由国 (Freistaat Flaschenhals) と呼ばれていた。独自の地域通貨や切手が発行されていた他、他国との外交関係確立まで検討されていたが、ルール占領後にライン川流域の占領が解かれたことで解消された。
1994年に「建国」75周年を記念して、この歴史を観光振興に活かすべく地元のワイナリーやレストランが「ボトルネック自由国イニシアチブ」を結成してさまざまな取り組みをおこなっている。

### 第二次世界大戦後
第二次世界大戦後、プロイセン自由州は1947年にイギリス軍政令第46号により解体された。また、ブラウンシュヴァイク自由州、オルデンブルク自由州およびシャウムブルク＝リッペ自由州は1946年に新設されたニーダーザクセン州に、リッペ自由州は1947年に新設されたノルトライン＝ヴェストファーレン州に、アンハルト自由州は1947年にザクセン＝アンハルト州に統合された。 
ドイツ民主共和国は当初はザクセン州など5州を置く連邦制を採っていたが、1952年から州を解体して県とするなど中央集権化が進められ、例えばザクセン州はドレスデン県、カール＝マルクス＝シュタット県およびライプツィヒ県に分割された。1990年のドイツ再統一により、ほぼ解体前のザクセン州を復活させる形でザクセン自由州が新設された。また、1993年にはテューリンゲン州も自由州を名乗るようになった。

## 今日の状況
連邦制に基づく今日のドイツ連邦共和国において、すべての州は基本法の下で同格とされていることから、「自由州」という用語にはもはや法的意味はなくなっている。バイエルン自由州などの名称は主に歴史的背景によるもので、特にバイエルンは元々ドイツの中でも独自のアイデンティティを有していることが強く影響しており、むしろ独立した「共和国」の意味で Freistaat を名乗っている。プロテスタントが多いドイツ諸邦にあってバイエルンはカトリックが多いことから政党も他の州とは独立性が高く、例えば全国政党であるキリスト教民主同盟 (CDU) はバイエルンでは活動せず、代わりにキリスト教社会同盟 (CSU) が存在している。同様に、ドイツ帝国時代にはドイツ中央党に対してバイエルン愛国者党、ヴァイマル共和政時代にはバイエルン人民党が存在していた。 
同じように、ハンザ同盟という歴史的背景を持つハンブルクおよびブレーメンは「自由」を冠して「自由ハンザ都市ハンブルク」および「自由ハンザ都市ブレーメン」を称している。この「自由」は自由都市として得た特権、すなわち皇帝の主権からの自由を意味するものである。ブレーメンの場合はブレーメン市とブレーマーハーフェン市で自由ハンザ都市ブレーメン (ブレーメン州) を構成しており、それぞれを区別する必要があるという実際的な理由もあるが、自由州と自由都市は同じ「自由」という語を冠してはいても、それぞれの歴史的背景や意味するところは異なっている。